# Erik Varden
Erik Varden, född 13 maj 1974 i Sarpsborg, Norge, är en norsk romersk-katolsk biskop och trappistmunk. Han är sedan 2019 biskop av Trondheims katolska stift.